# Mwange und Kala
Koordinaten: 9° 28′ S, 29° 52′ O

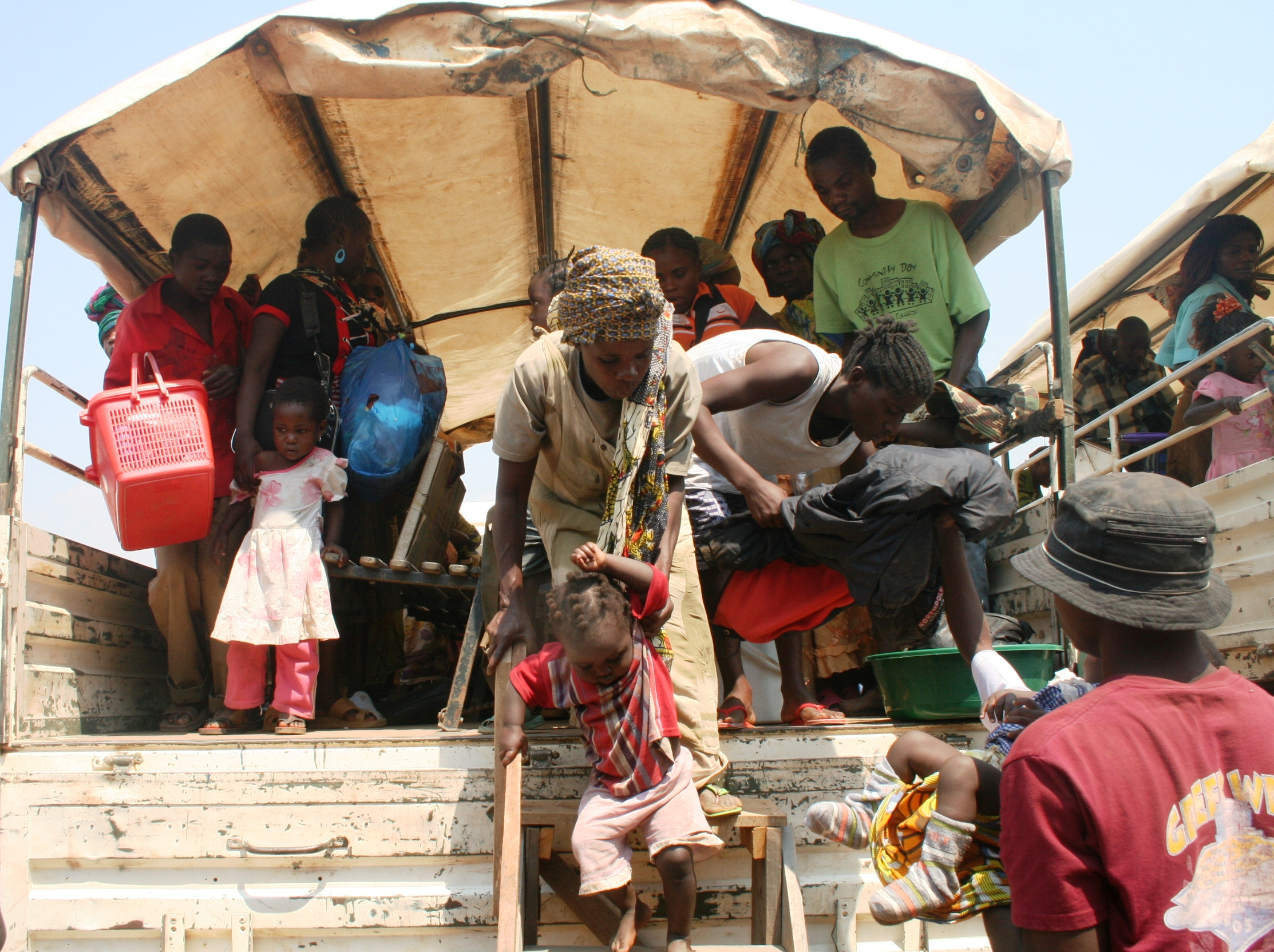
Rückführung der letzten Flüchtlinge 2010

Mwange und Kala war ein zusammenhängendes Lager der UNHCR mit bis zu 47.000 Flüchtlingen aus der Demokratischen Republik Kongo 34 Kilometer westlich von Mporokoso in der Nordprovinz von Sambia. Sie wurden 1999 beziehungsweise 2000 gegründet.

## Beschreibung
Mwange und Kala waren extrem dicht besiedelt. Es war die zwölftgrößte Ansiedlung von Menschen in Sambia, die zweitgrößte im Norden nach Kasama. Kein Ort in Afrika südlich der Sahara nahm zu dieser Zeit mit so vielen Einwohnern so wenig Raum ein. Das Rote Kreuz schrieb von Menschen, die durch die Übervölkerung der Lager und vorübergehenden Behausungen traumatisiert sind.
Im weiteren Verlauf gab es gute Schulen, Sportanlagen, solarbetriebene Computer, eine Bibliothek, Krankenhäuser und trotz des sandigen Bodens Ackerbauprojekte. Die Menschen lebten in traditionellen Grashütten. Das Zentrum hatte zum Schluss eine Rasterinfrastruktur und feste Gebäude. Trotzdem hingen die Bewohner von den Rationen des Welternährungsprogramms ab.

## Schließung
Das Lager wurde nach der Rückkehr der Bewohner 2010 geschlossen. Es gab 2012 Überlagungen das Camp wieder zu öffnen, nach dem erneut die Zahl der Flüchtlinge aus der DRC stieg.
Seit 2015 befindet sich auf dem Gelände das Mwange Youth Resettlement Centre. Bis Mitte 2018 waren insgesamt 230 Jugendliche in dem Zentrum untergekommen. Sie wurden dort in verschiedenen wirtschaftlichen Aktivitäten weitergebildet, vor allem im Argrar-Bereich.